# August Steffen
Johannes Theodor August Steffen (ur. 6 grudnia 1825 w Szczecinie, zm. 7 stycznia 1910 tamże) – niemiecki lekarz pediatra i patolog.

## Życiorys
Urodził się jako syn Wilhelma Augusta Steffena (1792–1874) w znanej szczecińskiej rodzinie lekarskiej. Studiował medycynę w Bonn, Heidelbergu i Halle (Saale). W Heidelbergu został asystentem i ciężko zachorował na dur brzuszny. Po wyzdrowieniu kontynuował naukę. W 1853 roku ożenił się z J. Ulrich. Rok po jej śmierci ożenił się po raz drugi z Pauliną Böttner, córką szczecińskiego kupca. W 1856 roku organizował oddział dziecięcy w szpitalu w Szczecinie, od 1860 roku miał uprawnienia do wykonywania sekcji zwłok.

## Wybrane prace
- Die malignen Geschwülste im Kindesalter. F. Enke, 1905